# Archidiecezja Davao
Archidiecezja Davao – diecezja rzymskokatolicka na Filipinach. Powstała w 1949 jako prałatura terytorialna. Promowana  w 1966 do rangi diecezji a w 1970 do rangi archidiecezji i siedziby metropolii.

## Lista biskupów
- Clovis Thibauld (Thibault),  † (1954–1972)
- Antonio Lloren Mabutas † (1972–1996)
- Fernando Capalla (1996–2012)
- Romulo Valles (od 2012)